# Čierne Javorové pleso
Čierne Javorové pleso je jezero v dolní části Čierne Javorové doliny, která je boční větví Javorové doliny ve Vysokých Tatrách na Slovensku. Má rozlohu 0,8495 ha a je 160 m dlouhé a 85 m široké. Dosahuje maximální hloubky 3,2 m a objemu 8245 m³. Leží v nadmořské výšce 1492 m.

## Okolí
Na severovýchodě se zvedá Žltá kopa a na jihu Malá Ľadová veža. Okolí jezera je porostlé kosodřevinou jen na jihu se nachází louka.

## Vodní režim
Plesem protéká Čierny potok, který ústí do Javorinky. V dřívějších dobách bylo pleso až třikrát větší a zahrnovalo i travnatou rovinu na východě. Rozměry jezera v průběhu času zachycuje tabulka:
| Rok     | Měření prováděl   | Rozloha ha | Délka m | Šířka m | Hloubka max.m | Objem m³ |
| ------- | ----------------- | ---------- | ------- | ------- | ------------- | -------- |
| 1932    | Józef Szaflarski  | 0,75       | 137     | 72      | 2,5           | [ 2 ]    |
| 1961–67 | pracovníci TANAPu | 0,810      | 160     | 85      | 3,0           | [ 2 ]    |
| 2005    | Gregor, Pacl      | 0,8495     | [ 2 ]   | [ 2 ]   | 3,2           | 8245     |

## Přístup
Pleso není přístupné pro veřejnost. Od  zelené turistické značky vedoucí Javorovou dolinou k němu vede neznačená stezka.